# GAZ-21
El GAZ-21 "Volga" (ГАЗ-21 «Волга») fou un automòbil produït pel fabricant d'automòbils russo-soviètic GAZ entre els anys 1956 i 1970. Aquest fou el primer model de la GAZ en emprar la denominació comercial "Volga" i fou desenvolupat a principis de la dècada del 1950. Els GAZ-21 foren construïts amb una suspensió alta, diferent a l'estil i suspensió rebaixada comuns als automòbils similars de la resta d'Europa i els EUA, una suspensió forta, un motor resistent i durable i una protecció contra el rovell no coneguda en aquella època.
Hi hagueren tres generacions del GAZ-21, distinguibles principalment pel disseny de la graella frontal. La primera generació (1956-1958), coneguda com l'"Estrela", duia una graella de tres barres cromades amb un medalló amb una estrela en relleu al centre. Les unitats de la segona generació (1959-1962), conegudes com el "Tauró", duia una graella de 16 línies verticals metàl·liques amb el color de la carrosseria. Finalment, la tercera generació (1962-1970), coneguda com la "Balena", duia una graella cromada de 34 varilles verticals.
El GAZ-21 estava en línia amb l'estil dels automòbils estadounidencs de l'època quan va ser presentat, incorporant equipament aleshores considerat de luxe com ara seients davanters reclinables, mistera, calefacció, rentaparabrises i ràdio de tres bandes.
Hi existiren diversos models derivats d'aquest: el GAZ-22 (familiar) i el GAZ-23 (amb motor V8, exclusiu per a les forces d'ordre). Quan la marca deixà de produir la gama sis cilindres l'any 1959, el GAZ-21 va esdevindre el model més gran i luxós a la venda per a particulars a l'URSS. Tot i això, el seu elevat preu el feia impossible per a la majoria de la població i només es produïren 639.478 unitats en total.